# Список наград и номинаций фильма «Доктор Стрэндж» (2016)
«До́ктор Стрэндж» (англ. Doctor Strange) — американский полнометражный супергеройский фильм 2016 года, созданный студией Marvel Studios и распространяемый компанией Walt Disney Studios Motion Pictures. Является 14-м фильмом медиафраншизы «Кинематографическая вселенная Marvel» (КВМ) и вторым в Третьей фазе киновселенной. Режиссёром выступил Скотт Дерриксон, а сценаристами — Джон Спэйтс, Скотт Дерриксон и С. Роберт Каргилл. Главную роль в фильме исполнил Бенедикт Камбербэтч, в ролях второго плана — Чиветел Эджиофор, Рэйчел Макадамс, Бенедикт Вонг, Майкл Стулбарг, Бенджамин Брэтт, Скотт Эдкинс, Мадс Миккельсен, Тильда Суинтон и другие. По сюжету, гениальный нейрохирург Стивен Стрэндж, после автомобильной катастрофы, лишившей его работы, открывает для себя мир мистицизма и магии, в котором он должен выступить защитником своей вселенной от вторжения Тёмного измерения.
Мировая премьера фильма «Доктор Стрэндж» состоялась 13 октября 2016 года в Гонконге, 20 октября он был выпущен в прокат в театре «Эль-Капитан» в Лос-Анджелесе, а 25 октября он вышел в Великобритании. Бюджет картины составил 165—236,6 млн долларов США, при этом фильм собрал $ 677,8 млн. На сайте-агрегаторе рецензий Rotten Tomatoes фильм имеет рейтинг одобрения 89 % на основе 387 отзывов со средней оценкой 7,3/10. Сайт-агрегатор Metacritic присвоил ленте 72 балла из 100 на основе 49 отзывов, что соответствует критерию «в целом положительные отзывы». Согласно CinemaScore, зрители дали ей общую оценку «A» по шкале от «A+» до «F».
Фильм, его режиссёры и актёры были удостоены множества наград и номинаций. На 89-й церемонии вручения премии «Оскар» монтажёры Ричард Блаф, Стефан Церетти, Винсент Цирелли и Пол Корбулд номинировались в категории «Лучшие визуальные эффекты», однако победу в данной номинации одержали монтажёры фильма Джона Фавро «Книга джунглей». На 43-й церемонии вручения премии «Сатурн» фильм номинировался в десяти категориях, однако картина одержала победу только в номинации «Лучший фильм — экранизация комикса», а Тильда Суинтон — в категории «Лучшая киноактриса второго плана». Фильм завоевал премию «Империя» в категории «Лучшие визуальные эффекты». Картина также номинировалась на премию «Спутник» в двух категориях, однако не смогла одержать победу не в одной и них. Дизайнер костюмов Александра Бирн получила премию Гильдии художников по костюмам в категории «Превосходство в области фантастического кино».

## Награды и номинации
| Награда                                             | Дата церемонии вручения | Категория                                                                        | Получатель(-и) | Результат | Прим.         |
| --------------------------------------------------- | ----------------------- | -------------------------------------------------------------------------------- | --- | --------- | ------------- |
| Голливудский кинофестиваль                          | 6 ноября 2016           | «Голливудская премия за визуальные эффекты»                                      | Стефан Церетти и Ричард Блаф                                                                                               | Победа    | [ 27 ]        |
| Hollywood Music in Media Awards                     | 17 ноября 2016          | «Лучшая оригинальная музыка к научно-фантастическому фильму / фэнтези / хоррору» | Майкл Джаккино | Номинация | [ 28 ]        |
| Британская кинопремия Evening Standard              | 8 декабря 2016          | «Лучшая мужская роль»                                                            | Бенедикт Камбербэтч | Номинация | [ 29 ]        |
| Британская кинопремия Evening Standard              | 8 декабря 2016          | «Лучшая мужская роль второго плана»                                              | Чиветел Эджиофор | Номинация | [ 29 ]        |
| «Выбор критиков»                                    | 11 декабря 2016         | «Лучший экшн-фильм»                                                              | «Доктор Стрэндж» | Номинация | [ 30 ]        |
| «Выбор критиков»                                    | 11 декабря 2016         | «Лучший научно-фантастический/хоррор фильм»                                      | «Доктор Стрэндж» | Номинация | [ 30 ]        |
| «Выбор критиков»                                    | 11 декабря 2016         | «Лучший макияж»                                                                  | «Доктор Стрэндж» | Номинация | [ 30 ]        |
| «Выбор критиков»                                    | 11 декабря 2016         | «Лучшие визуальные эффекты»                                                      | «Доктор Стрэндж» | Номинация | [ 30 ]        |
| «Выбор критиков»                                    | 11 декабря 2016         | «Лучшая мужская роль в экшн-фильме»                                              | Бенедикт Камбербэтч | Номинация | [ 30 ]        |
| «Выбор критиков»                                    | 11 декабря 2016         | «Лучшая женская роль в экшн-фильме»                                              | Тильда Суинтон | Номинация | [ 30 ]        |
| Награды Ассоциации кинокритиков Сент-Луиса          | 11 декабря 2016         | «Лучший экшн-фильм»                                                              | «Доктор Стрэндж» | Номинация | [ 31 ]        |
| Награды Ассоциации кинокритиков Сент-Луиса          | 11 декабря 2016         | «Лучший фильм ужасов / научно-фантастический фильм»                              | «Доктор Стрэндж» | Номинация | [ 31 ]        |
| Награды Ассоциации кинокритиков Сент-Луиса          | 11 декабря 2016         | «Лучшие визуальные эффекты»                                                      | «Доктор Стрэндж» | Номинация | [ 31 ]        |
| Награды Общества кинокритиков Сан-Диего             | 12 декабря 2016         | «Лучшие визуальные эффекты»                                                      | «Доктор Стрэндж» | Номинация | [ 32 ]        |
| Награды кинокритиков Флориды                        | 23 декабря 2016         | «Лучшие визуальные эффекты»                                                      | «Доктор Стрэндж» | Номинация | [ 33 ]        |
| Награды Общества кинокритиков Хьюстона              | 6 января 2017           | «Техническое достижение года»                                                    | «Доктор Стрэндж» | Номинация | [ 34 ] [ 35 ] |
| People’s Choice Awards                              | 18 января 2017          | «Любимый блокбастер в конце года»                                                | «Доктор Стрэндж» | Номинация | [ 36 ]        |
| Премия Гильдии киноактёров США                      | 29 января 2017          | «Лучший каскадёрский ансамбль в игровом кино»                                    | «Доктор Стрэндж» | Номинация | [ 37 ]        |
| «Энни»                                              | 4 февраля 2017          | «Выдающееся анимационные эффекты в живом исполнении»                             | Георг Кальтенбруннер, Майкл Маркуцци, Томас Беван, Эндрю Грэм и Джихьюн Юн                                                 | Победа    | [ 38 ]        |
| Премия Общества специалистов по визуальным эффектам | 7 февраля 2017          | «Выдающиеся визуальные эффекты в фотореалистичном фильме»                        | Стефан Церетти, Ричард Блаф, Сьюзан Пикетт, Винсент Цирелли, Пол Корбулд                                                   | Номинация | [ 39 ]        |
| Премия Общества специалистов по визуальным эффектам | 7 февраля 2017          | «Выдающееся создание окружения в фотореалистичном фильме»                        | Брендан Силс, Рафаэль А. Пиментел, Эндрю Зинк, Грегори Нг (начальная сцена в Лондоне)                                      | Номинация | [ 39 ]        |
| Премия Общества специалистов по визуальным эффектам | 7 февраля 2017          | «Выдающееся создание окружения в фотореалистичном фильме»                        | Адам Уоткинс, Мартин ван Херк, Тим Белшер, Джон Митчелл (Нью-Йорк)                                                         | Победа    | [ 39 ]        |
| Премия Общества специалистов по визуальным эффектам | 7 февраля 2017          | «Выдающаяся виртуальная операторская работа в фотореальном проекте»              | «Лэндис Филдс, Мэтью Коуи, Фредерик Медиони, Фараз Хамид» (Нью-Йорк в Зеркальном измерении)                                | Номинация | [ 39 ]        |
| Премия Общества специалистов по визуальным эффектам | 7 февраля 2017          | «Выдающиеся эффекты симуляции в фотореалистичном фильме»                         | Флориан Витцель, Жорж Нахле, Ажул Мохамед, Дэвид Киршнер (восстановление разрушенного Гонконга в обратном течении времени) | Номинация | [ 39 ]        |
| Премия Общества специалистов по визуальным эффектам | 7 февраля 2017          | «Выдающийся композитинг в фотореалистичном фильме»                               | Мэттью Лэйн, Хосе Фернандес, Зиад Шурейх, Эми Шепард (Нью-Йорк)                                                            | Номинация | [ 39 ]        |
| Премия Гильдии художников-постановщиков США         | 11 февраля 2017         | «Лучшая работа художника-постановщика в фэнтези-фильме»                          | Чарльз Вуд | Номинация | [ 40 ]        |
| BAFTA                                               | 12 февраля 2017         | «Лучший грим и причёски»                                                         | Джереми Вудхед | Номинация | [ 41 ]        |
| BAFTA                                               | 12 февраля 2017         | «Лучшая работа художника-постановщика»                                           | Чарльз Вуд и Джон Буш | Номинация | [ 41 ]        |
| BAFTA                                               | 12 февраля 2017         | «Лучшие визуальные эффекты»                                                      | Ричард Блаф, Стефан Церетти, Пол Корбулд и Джонатан Фокнер                                                                 | Номинация | [ 41 ]        |
| Награды Общества киноакустики                       | 18 февраля 2017         | «Кинофильм — живое исполнение»                                                   | «Доктор Стрэндж» | Номинация | [ 42 ]        |
| Премия Гильдии художников по костюмам               | 21 февраля 2017         | «Превосходство в области фантастического кино»                                   | Александра Бирн | Победа    | [ 43 ]        |
| Награды Гильдии гримёров и парикмахеров             | 19 февраля 2017         | «Полнометражный фильм — лучшее окружение и/или грим персонажа»                   | Джереми Вудхед | Номинация | [ 44 ]        |
| Награды Гильдии гримёров и парикмахеров             | 19 февраля 2017         | «Полнометражный фильм — лучшие спецэффекты грима»                                | Джереми Вудхед | Номинация | [ 44 ]        |
| «Спутник»                                           | 19 февраля 2017         | «Лучшие визуальные эффекты»                                                      | «Доктор Стрэндж» | Номинация | [ 45 ]        |
| «Спутник»                                           | 19 февраля 2017         | «Лучший дизайн костюмов»                                                         | Александра Бирн | Номинация | [ 45 ]        |
| «Оскар»                                             | 26 февраля 2017         | «Лучшие визуальные эффекты»                                                      | Ричард Блаф, Стефан Церетти, Винсент Цирелли и Пол Корбулд                                                                 | Номинация | [ 46 ]        |
| «Империя»                                           | 19 марта 2017           | «Лучший научно-фантастический / фэнтезийный фильм»                               | «Доктор Стрэндж» | Номинация | [ 47 ]        |
| «Империя»                                           | 19 марта 2017           | «Лучший дизайн костюмов»                                                         | «Доктор Стрэндж» | Номинация | [ 47 ]        |
| «Империя»                                           | 19 марта 2017           | «Лучшие визуальные эффекты»                                                      | «Доктор Стрэндж» | Победа    | [ 47 ]        |
| «Империя»                                           | 19 марта 2017           | «Лучший производственный дизайн»                                                 | «Доктор Стрэндж» | Номинация | [ 47 ]        |
| «Империя»                                           | 19 марта 2017           | «Лучшая мужская роль»                                                            | Бенедикт Камбербэтч | Номинация | [ 47 ]        |
| «Небьюла»                                           | 18—21 мая 2017          | Премия «Рэя Брэдбери Небьюла» за «Лучшее драматическое представление»            | «Доктор Стрэндж» | Номинация | [ 48 ]        |
| «Сатурн»                                            | 28 июня 2017            | «Лучший фильм — экранизация комикса»                                             | «Доктор Стрэндж» | Победа    | [ 49 ]        |
| «Сатурн»                                            | 28 июня 2017            | «Лучшая режиссура»                                                               | Скотт Дерриксон | Номинация | [ 49 ]        |
| «Сатурн»                                            | 28 июня 2017            | «Лучший киноактёр»                                                               | Бенедикт Камбербэтч | Номинация | [ 49 ]        |
| «Сатурн»                                            | 28 июня 2017            | «Лучшая киноактриса второго плана»                                               | Тильда Суинтон | Победа    | [ 49 ]        |
| «Сатурн»                                            | 28 июня 2017            | «Лучший сценарий»                                                                | Джон Спэйтс, Скотт Дерриксон и Роберт К. Каргилл                                                                           | Номинация | [ 49 ]        |
| «Сатурн»                                            | 28 июня 2017            | «Лучшая работа художника-постановщика»                                           | Чарльз Вуд | Номинация | [ 49 ]        |
| «Сатурн»                                            | 28 июня 2017            | «Лучшая музыка»                                                                  | Майкл Джаккино | Номинация | [ 49 ]        |
| «Сатурн»                                            | 28 июня 2017            | «Лучший дизайн костюмов»                                                         | Александра Бирн | Номинация | [ 49 ]        |
| «Сатурн»                                            | 28 июня 2017            | «Лучший грим»                                                                    | Джереми Уайтвуд | Номинация | [ 49 ]        |
| «Сатурн»                                            | 28 июня 2017            | «Лучшие спецэффекты»                                                             | Стефан Церетти, Ричард Блаф, Винсент Цирелли и Пол Корбулд                                                                 | Номинация | [ 49 ]        |
| Teen Choice Awards                                  | 13 августа 2017         | «Выбор фильма — Научная фантастика / Фэнтези»                                    | «Доктор Стрэндж» | Номинация | [ 50 ]        |
| Teen Choice Awards                                  | 13 августа 2017         | «Выбор киноактёра — Научная фантастика / Фэнтези»                                | Бенедикт Камбербэтч | Номинация | [ 50 ]        |
| Teen Choice Awards                                  | 13 августа 2017         | «Выбор киноактрисы — Научная фантастика / Фэнтези»                               | Рэйчел Макадамс | Номинация | [ 50 ]        |
| «Дракон»                                            | 3 сентября 2017         | «Лучший научно-фантастический или фэнтезийный фильм»                             | «Доктор Стрэндж» | Номинация | [ 51 ]        |
| AACTA                                               | 6 декабря 2017          | «Лучшие визуальные эффекты или анимация»                                         | Брендан Силс, Стивен Свонсон, Рафаэль А. Пиментел, Эндрю Зинк                                                              | Номинация | [ 52 ]        |

## Комментарии
1. ↑  Даты вручения наград и проставления номинаций указаны в хронологическом порядке.